# Aleksander Antonowicz
Aleksander Antonowicz (ur. 2 października 1854 w Wilnie, zm. 16 marca 1932 w Wilnie) – generał major Armii Imperium Rosyjskiego, generał brygady Wojska Polskiego II Rzeczypospolitej, inżynier.

## Życiorys
Absolwent połockiego Korpusu Kadetów i petersburskiej Nikołajewskiej Akademii Inżynieryjnej. Od 1871 roku do 1918 roku pełnił służbę w armii rosyjskiej. W 1905 roku został mianowany generałem majorem. W czasie służby w armii carskiej jako inżynier wyznaczany był do nadzoru budowlanego. Tę funkcję sprawował w czasie wznoszenia siedziby wileńskiego Towarzystwa Przyjaciół Nauk. Współorganizował remont kościoła św. Anny.
17 lipca 1919 roku został przyjęty do Wojska Polskiego z zatwierdzeniem posiadanego stopnia generała podporucznika, z zaliczeniem do I Rezerwy Armii oraz jednoczesnym powołaniem do służby czynnej na czas wojny. Służył głównie na stanowiskach tyłowych związanych z inspekcjami technicznymi (w takim charakterze brał udział w wojnie polsko-bolszewickiej) i zadaniami specjalnymi. W 1920 roku pełnił służbę w Inspektoracie Zdobyczy Wojennych Naczelnego Dowództwa. 1 maja 1920 roku został zatwierdzony w stopniu generała podporucznika ze starszeństwem z dniem 1 kwietnia 1920 roku. Przez krótki czas służył w Wojsku Litwy Środkowej, jako dowódca VI Okręgu Wojskowego. Z dniem 1 kwietnia 1921 roku został przeniesiony w stan spoczynku. 26 października 1923 roku został zatwierdzony w stopniu generała brygady. Spoczął na cmentarzu Bernardyńskim w Wilnie.